# دون أوقست
دون أوقست (بالإنجليزية: Don August)‏ هو لاعب كرة قاعدة أمريكي، ولد في 3 يوليو 1963 في إنغليووود في الولايات المتحدة.

## وصلات خارجية
- دون أوقست على موقع دوري كرة القاعدة الرئيسي (الإنجليزية)
- دون أوقست على موقعبيزبول رفرنس.كوم (الدوري الرئيسي) (الإنجليزية)
- دون أوقست على موقعبيزبول رفرنس.كوم (الدوري الثانوي) (الإنجليزية)
- دون أوقست على موقع مشجعي الرسوم البيانية (الإنجليزية)
- دون أوقست على موقع أوليمبيديا (الإنجليزية)